# Suflí
Suflí er en by og kommune i det sydøstlige Spanien i provinsen Almería. Den har et indbyggertal på 231 (2024) indbyggere.